# Ana Maria Smith
Ana Maria Smith i Marí (Barcelona, 30 de octubre de 1889-1954) fue una ilustradora y dibujante española. Uno de sus hermanos fue el escultor, grabador y también dibujante Ismael Smith, con quien compartió vocación y un estilo cercano al decadentismo y a la caricatura estilizada.

## Trayectoria
Sus padres eran Victoriano Smith Vicens y Mónica Marí Smith. Tuvieron cinco hijos, siendo Ana María la única mujer.
Su producción artística puede relacionarse directamente con la de su hermano Ismael. Ambas trayectorias transcurrieron en paralelo y se movieron en los mismos ambientes sociales. Sin embargo, mientras Ismael tuvo acceso a una formación artística en escuelas y talleres donde ejerció de aprendiz, la formación de Ana María fue probablemente autodidacta y pudo acceder al mundo artístico a partir del círculo de su hermano. Durante la primera década del siglo XX, Ana Maria ilustró publicaciones periódicas de Barcelona, caracterizándose por un estilo de dibujo lineal, irónico y fresco. En la revista Foyer, donde trabajó junto con su hermano y su amigo Mariano Andreu, se publicaron varios dibujos suyos, que retratan escenas de la vida social y burguesa de la Barcelona del momento. Otros colaboradores gráficos, además de su hermano y Andreu, fueron Laura Albéniz y Ángela Cardona.
También se ha localizado un autorretrato que conservaba su hermano Ismael, así como algunos dibujos gracias a la correspondencia que mantenía con el coleccionista Manuel Rocamora. Smith ayudó a Rocamora a recoger algunos trajes que conformarían, años más tarde, la colección del Museo Textil y de la Indumentaria, actualmente en el Museo del Diseño de Barcelona.
Se conservan varios retratos de Ana Maria. En 1913 fue retratada en París por Mariano Andreu que también residía en la capital francesa en ese momento. En 1915, ya en Barcelona, su hermano le hará un delicado retrato a lápices en el que destaca la calidez de las líneas y formas y la fuerza de su mirada. En 1916 el pintor sevillano P. Escalante realizó su retrato al óleo.
Hacia 1919 la familia se trasladó a Nueva York, lo que supuso que Ana María abandonara su carrera artística para dedicarse al cuidado de la madre y los hermanos.
Vivió en Estados Unidos durante casi treinta años hasta que, entre 1947 y 1948, regresó a Barcelona donde residió hasta su fallecimiento en 1954. Otras fuentes sitúan su fallecimiento en  Irvington.
A lo largo de su obra artística firmó sus ilustraciones como Ana Maria.

## Legado
En 2019 Ivonne Navarro, en el Museo de Arte de Cerdanyola, realizó una muestra de seis ilustraciones que con la estética  de la revista Foyer y las ilustraciones de Ana María Smith, puso de manifiesto el borrado de las mujeres artistas del siglo XX.